# Wahoo (Nebraska)
Wahoo é uma cidade localizada no estado americano de Nebraska, no Condado de Saunders.

## Demografia
Segundo o censo americano de 2000, a sua população era de 3942 habitantes.
Em 2006, foi estimada uma população de 4041, um aumento de 99 (2.5%).

## Geografia
De acordo com o United States Census Bureau, a localidade tem uma área de 5,5 km², sem área coberta por água.

## Localidades na vizinhança
O diagrama seguinte representa as localidades num raio de 12 km ao redor de Wahoo.